# Leslie Bradley
Pour les articles homonymes, voir Bradley.
Leslie Bradley, parfois crédité Leslie E. Bradley né le 1er septembre 1907 à Aldershot (Hampshire, Angleterre) et mort le 20 juillet 1974 à Desert Hot Springs (Riverside, Californie), est un acteur anglais.

## Biographie
Au cinéma, Leslie Bradley contribue à cinquante-six films, britanniques ou américains, le premier sorti en 1934. Installé définitivement vers 1950 aux États-Unis, il y apparaît au grand écran jusqu'à un court métrage de 1969.
Parmi ses films notables (dont quelques westerns), mentionnons Anna Karénine de Julien Duvivier (1948, avec Vivien Leigh et Ralph Richardson), Le Corsaire rouge de Robert Siodmak (1952, avec Burt Lancaster et Nick Cravat), Les Boucaniers d'Anthony Quinn (1958, avec Yul Brynner et Charlton Heston) et L'Homme de Bornéo de Robert Mulligan (1962, avec Rock Hudson et Gena Rowlands).
À la télévision américaine, Leslie Bradley joue dans vingt-neuf séries entre 1952 et 1970, dont La Quatrième Dimension (un épisode, 1959), Au nom de la loi (un épisode, 1960) et Perry Mason (un épisode, 1961).
S'ajoutent trois téléfilms, le premier britannique dès 1947, les deux suivants américains diffusés respectivement en 1958 et 1959.

## Filmographie partielle

### Cinéma
- 1937 : Holiday's End (en) de John Paddy Carstairs : Peter Hurst
- 1939 : Armes secrètes (Q Planes) de Tim Whelan : l'adjoint du major Hammond
- 1941 : Atlantic Ferry (en) de Walter Forde : Horatio Stubbs
- 1942 : Le Jeune Monsieur Pitt (The Young Mr. Pitt) de Carol Reed : Gentleman Jackson
- 1944 : Welcome, Mr. Washington (en) de Leslie S. Hiscott : le capitaine Abbott
- 1945 : Un soir de rixe (en) (Waterloo Road) de Sidney Gilliat : Mike Duggan
- 1948 : Anna Karénine (Anna Karenina) de Julien Duvivier : Korsunsky
- 1949 : Échec à Borgia (Prince of Foxes) d'Henry King : Don Esteban
- 1951 : Quo vadis de Mervyn LeRoy :
- 1951 : A Case for PC 49 de Francis Searle
- 1952 : Le Corsaire rouge (The Crimson Pirate) de Robert Siodmak : le baron José Gruda
- 1953 : L'Étrange Mr. Slade (Man in the Attic) d'Hugo Fregonese : le second policier
- 1954 : Richard Cœur de Lion (King Richard and the Crusaders) de David Butler : le capitaine des gardes
- 1954 : Le Démon des eaux troubles (Hell and High Water) de Samuel Fuller : M. Aylesworth
- 1955 : Madame de Coventry (Lady Godiva of Coventry) d'Arthur Lubin : le comte Eustace
- 1955 : El Tigre (Kiss of Fire) de Joseph M. Newman : le baron Vega
- 1955 : Bonjour Miss Dove (Good Morning Miss Dove) d'Henry Koster : Alonso Dove
- 1956 : Le Conquérant (The Conqueror) de Dick Powell : Targutai
- 1956 : Sur la piste de l'Oregon (Westward Ho, the Wagons!) de William Beaudine : Spencer Armitage
- 1957 : Naked Paradise de Roger Corman : Zach Cotton
- 1957 : L'Attaque des crabes géants (Attack of the Crab Monsters) de Roger Corman : Dr Karl Weigand
- 1958 : Les Boucaniers (The Buccaneer) d'Anthony Quinn : le capitaine McWilliams
- 1958 : Johnny Rocco (en) de Paul Landres : le père Regan
- 1958 : Teenage Cave Man de Roger Corman : le sorcier
- 1958 : La Fureur d'aimer (Marjorie Morningstar) d'Irving Rapper : Blair
- 1959 : The Sad Horse (en) de James B. Clark : Jonas
- 1960 : Young Jesse James (en) de William F. Claxton : le major Clark
- 1962 : L'Homme de Bornéo (The Spiral Road) de Robert Mulligan : Krasser
- 1964 : 36 Heures avant le débarquement (36 Hours) de George Seaton : le speaker britannique
- 1966 : Le Hold-up du siècle (Assault on a Queen) de Jack Donohue : le troisième officier
- 1969 : Dr. Heidegger's Experiment de Larry Yust (court métrage) : le colonel Killigrew

### Télévision

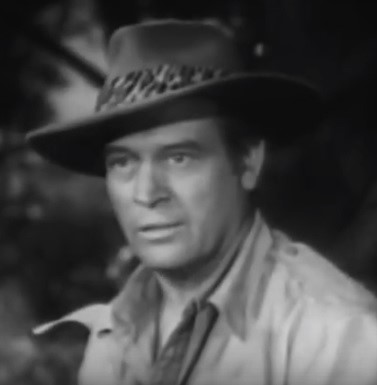
Dans le téléfilm Tarzan et les Trappeurs (1958)

#### Séries
- 1959 : La Quatrième Dimension (The Twilight Zone), saison 1, épisode 10 La Nuit du jugement (Judgment Night) de John Brahm : le major Devereaux
- 1960 : Au nom de la loi (Wanted: Dead or Alive), saison 2, épisode 22 L'Apprenti (The Partners) de George Blair : le marshal Thompson
- 1961 : Perry Mason, saison 4, épisode 22 The Case of the Cowardly Lion d'Arthur Marks : Dr Walther Braun

#### Téléfilms
- 1958 : Tarzan et les Trappeurs (en) (Tarzan and the Trappers) de Charles F. Haas et Sandy Howard (en) : Schroeder
- 1959 : The Fat Man: The Thirty-Two Friends of Gina Lardelli de Joseph H. Lewis : Royal